# Luis Planas
Luis Planas Puchades (ur. 20 listopada 1952 w Walencji) – hiszpański polityk, prawnik i dyplomata, parlamentarzysta krajowy, poseł do Parlamentu Europejskiego II i III kadencji, sekretarz generalny Europejskiego Komitetu Ekonomiczno-Społecznego, od 2018 minister rolnictwa, rybołówstwa i żywności.

## Życiorys
Absolwent prawa na Universidad de Valencia, praktykował następnie jako adwokat. Dołączył do Hiszpańskiej Socjalistycznej Partii Robotniczej. Pracował w administracji miejskiej Kordoby jako inspektor do spraw społecznych. W latach 1982–1987 z ramienia PSOE zasiadał w Kongresie Deputowanych II i III kadencji. Po akcesji Hiszpanii do Wspólnot Europejskich w 1986 objął mandat posła do Europarlamentu II kadencji. Utrzymał go w wyborach powszechnych w 1987 i 1989. Był m.in. wiceprzewodniczącym Komisji ds. Kwestii Politycznych.
Mandat posła do PE złożył w 1993 w związku z objęciem stanowiska ministra rolnictwa i rybołówstwa w rządzie Andaluzji. W 1994 przeszedł na stanowisko ministra do spraw prezydencji, które zajmował do 1996. Był również posłem do kortezów regionalnych i członkiem Komitetu Regionów, a w 1996 członkiem hiszpańskiego Senatu.
W 1996 przeszedł do pracy w strukturach Unii Europejskiej. Kierował gabinetami hiszpańskich komisarzy: Manuela Marína (do 1999) i Pedra Solbesa (do 2004). Następnie był ambasadorem Hiszpanii w Maroku (2004–2010) i stałym przedstawicielem przy UE (2010–2011). W 2012 powrócił na stanowisko ministra w rządzie andaluzyjskim, gdzie do 2013 odpowiadał za rolnictwo, rybołówstwo i ochronę środowiska. W 2014 został sekretarzem generalnym Europejskiego Komitetu Ekonomiczno-Społecznego.
W czerwcu 2018 powołano go na ministra rolnictwa, rybołówstwa i żywności w rządzie Pedra Sáncheza. W maju tegoż roku w dotychczasowym gabinecie został dodatkowo pełniącym obowiązki ministra polityki terytorialnej i służb publicznych w miejsce Meritxell Batet. W utworzonym w styczniu 2020 drugim gabinecie dotychczasowego premiera pozostał ministrem rolnictwa, rybołówstwa i żywności. Funkcję tę utrzymał także w powołanym w listopadzie 2023 trzecim rządzie lidera socjalistów.
W kwietniu 2019, listopadzie 2019 i 2023 ponownie uzyskiwał mandat posła do Kongresu Deputowanych.